# Luis Triviño
Luis Alberto Triviño Méndez (Barranquilla, 10 de mayo de 1988) es un administrador de empresas y karateca colombiano.

## Trayectoria
Es uno de los deportistas relevantes de la ciudad de Barranquilla, y ha participado en diversos torneos internacionales de karate, entre ellos, el Campeonato Mundial de Karate, los Juegos Mundiales, Juegos Panamericanos, Juegos Centroamericanos y del Caribe, Juegos Bolivarianos, entre otros.
Durante su trayectoria como atleta ha conseguido varias medallas en representación de Colombia, entre ellas, el oro en los Campeonatos Panamericanos de 2012 y 2017 celebrados en Nicaragua y Curazao respectivamente y el bronce en Argentina celebrado en 2013. Triviño inició su formación a temprana edad, en la Escuela de Formación de Karate de la Universidad de la Costa, institución del cual es egresado. Triviño participó del Campeonato Mundial de Karate de 2021.

## Palmarés

### Campeonato Panamericano
- Medalla de oro, Honduras, 2012.
- Medalla de oro, Curazao, 2017.
- Medalla de plata, Ecuador, 2010.
- Medalla de bronce, Argentina, 2013.

### Campeonato Sudamericano
- Medalla de oro, Perú, 2012.
- Medalla de plata, Brasil, 2014.
- Medalla de plata, Bolivia, 2019.

### Juegos Bolivarianos
- Medalla de oro (individual), Colombia, 2017.
- Medalla de bronce (por equipo), Colombia, 2017.

### Centroamericanos y del Caribe de Karate
- Medalla de oro (por equipo), México, 2016.
- Medalla de plata (individual), México, 2016.
- Medalla de bronce, Costarica, 2019.